# ソユーズTM-23
ソユーズTM-23 (Союз ТМ-23 /Soyuz TM-23) は、宇宙ステーション・ミールへの往来を目的とした、25回目の有人ミッションである。コールサインは「スキフ（スキタイ）」。

## 乗組員

### 打上げ時
- ユーリー・オヌフリエンコ (1) -  ロシア
- ユーリー・ウサチェフ (2) -  ロシア

### 帰還時
- ユーリー・オヌフリエンコ (1) -  ロシア
- ユーリー・ウサチェフ (2) -  ロシア
- クローディ・アンドレ＝デシェ (1) -  フランス